# دهستان محمدیه
محمدیه، دهستانی از توابع بخش مرکزی شهرستان اردکان در استان یزد ایران است.

## جمعیت
براساس سرشماری سال ۱۳۸۵ جمعیت آن ۳٬۰۸۵ نفر (۷۹۴ خانوار) بوده‌است.